# کنوالاتوکسین

ساختار اسکلتی کنوالاتوکسین

کنوالاتوکسین (به انگلیسی: Convallatoxin) با فرمول شیمیایی C۲۹H۴۲O۱۰ یک ترکیب شیمیایی با شناسه پاب‌کم ۴۴۱۸۵۲ است. که جرم مولی آن ۵۵۰٫۶۴ g/mol می‌باشد.